# Nickelsville (Virginia)
Nickelsville es un pueblo situado en el condado de Scott, Virginia (Estados Unidos). Tiene una población estimada, a mediados de 2021, de 379 habitantes.

## Demografía

### Censo de 2020
Según el censo de 2020, en ese momento la localidad tenía una población de 378 habitantes. La densidad de población era de 304.84 hab./km². El 92.86% de los habitantes eran blancos, el 0.53% eran isleños del Pacífico, el 0.26% era de otra raza y el 6.35% eran de una mezcla de razas. Del total de la población, el 3.12% eran hispanos o latinos de cualquier raza.

### Censo de 2000
Según el censo del 2000, en ese momento Nickelsville tenía 448 habitantes, 184 hogares y 117 familias. La densidad de población era de 360,4 habitantes por km².
De los 184 hogares, en el 28.3% vivían niños de menos de 18 años; en el 52.2% vivían parejas casadas, y en el 9.8%, mujeres solteras. El 35.9% no eran familias. En el 34.2% de los hogares vivían personas solas y en el 20.1% vivía sola una persona mayor de 65 años o más. El número medio de personas viviendo en cada hogar era de 2.33 y el número medio de personas que vivían en cada familia era de 2.97.
Por edades la población se repartía de la siguiente manera: un 21.9% tenía menos de 18 años, un 9.8% entre 18 y 24, un 21.7% entre 25 y 44, un 26.3% de 45 a 60 y un 20.3% de 65 años o más.
La edad media era de 43 años. Por cada 100 mujeres de 18 o más años, había 78.6 hombres.
Los ingresos medios de los hogares eran de $20,250 y los ingresos medios de las familias eran de $31,750. Los hombres tenían ingresos medios por $21,528 frente a los $25,625 que percibían las mujeres. Los ingresos per cápita de la población eran de $11,871. En torno al 15.2% de las familias y el 26.7% de la población estaban por debajo del umbral de pobreza.

## Localidades adyacentes
El siguiente diagrama muestra a las localidades más próximas a Nickelsville.